# Toro (película)
Toro es una película española de 2016. Se trata de un thriller y de acción que constituye el segundo largometraje del director Kike Maíllo. Sus protagonistas son Mario Casas, Luis Tosar y José Sacristán. La película se estrenó el 22 de abril de 2016, en el 19.º Festival de cine español de Málaga.
La producción ha corrido a cargo de Apaches Entertainment, Atresmedia Cine, Zircozine, Escándalo Films, Maestranza Films, Telefónica Studios y Ran Entertainment, en asociación con BMedia 2013-Back up Media.
Según sus productores, el guion mezcla temas como el cine negro, una historia de flamenco, familia, gánsteres y traición. El rodaje se llevó a cabo durante 2015 en las provincias de Málaga, Almería y Pontevedra.

## Argumento
La película sucede en 48 horas, después de la salida de Toro de la cárcel tras haber cumplido una condena de cinco años. El ex-recluso trata de rehacer su vida pero no le resultará fácil.

## Reparto
- Mario Casas - Toro
- Luis Tosar - López
- José Sacristán - Romano
- Claudia Canal - Diana
- Ingrid García Jonsson - Estrella
- Nya de la Rubia - Isabelita
- José Manuel Poga - Ginés